# Kefalograviera
Kefalograviera (Κεφαλογραβιέρα en griego) es un queso griego con denominación de origen protegida a europeo desde 1996. El kefalograviera se produce en Macedonia Occidental, Ioannina; Epiro y la prefectura de Etolia-Acarnania. No es un queso tradicional sino moderno, elaborado por vez primera en 1967 con una mezcla de 60% leche de vaca y 40% leche de oveja. Actualmente se hace con leche de oveja, a la que puede añadirse leche de cabra en proporción no superior al 10%. Es un queso de textura dura, intermedio entre el kefalotyri y el graviera. La pasta es firme, de color blanco o amarillento, con muchos ojos. Tiene un sabor de suave ligeramente salado. Tiene un 40% de humedad máxima y un mínimo de 40% de materia grasa en seco. Su aroma es rico. A menudo se usa en el plato griego llamado saganaki, cortado en triángulos, enharinado y ligeramente frito.